# ГІК (футбольний клуб)
Гельсінгін Ялкапаллоклубі (ГЯК) (фін. Helsingin Jalkapalloklubi), відоміший як ГІК — фінський футбольний клуб із м. Гельсінкі, заснований 1907 року. У цей час виступає в Вейккауслізі. На початку існування клуб мав назву Гельсінгфорс ФК (Helsingfors Fotbollsklubb). Найбільш титулований клуб Фінляндії, єдиний представник країни, який грав у груповій стадії Ліги Чемпіонів у сезоні 1998—1999.
Основні кольори клубу біло-сині. Домашні матчі проводить на стадіоні «Болт Арена», який вміщує 10 770 глядацьких місць.

## Досягнення
- Чемпіон Фінляндії: 33
  - 1911, 1912, 1917, 1918, 1919, 1923, 1925, 1936, 1938, 1964, 1973, 1978, 1981, 1985, 1987, 1988, 1990, 1992, 1997, 2002, 2003, 2009, 2010, 2011, 2012, 2013, 2014, 2017, 2018, 2020, 2021, 2022, 2023

- Володар Кубка Фінляндії: 14
  - 1966, 1981, 1984, 1993, 1996, 1998, 2000, 2003, 2006, 2008, 2011, 2014, 2017, 2020

- Володар Кубка Ліги Фінляндії: 6
  - 1994, 1996, 1997, 1998, 2015, 2023

## Відомі футболісти
- Олексій Єременко-мол.
- Олексій Єременко-ст.
- Антті Ніємі
- Мікаель Форсселль
- Ярі Літманен
- Шефкі Кукі
- Міка Нурмела
- Каі Палман
- Ганну Тіхінен

## Виступи у єврокубках
Станом 21 липня 2017
| Турнір    | Матчів | Перемог | Нічиїх | Поразок | Голи    |
| --------- | ------ | ------- | ------ | ------- | ------- |
| ЛЧ/КЄЧ    | 66     | 26      | 9      | 31      | 94-100  |
| КВК       | 12     | 6       | 1      | 5       | 18-24   |
| КУ/ЛЄ     | 55     | 19      | 6      | 31      | 57-102  |
| Інтертото | 4      | 1       | 2      | 1       | 6-6     |
| УСЬОГО    | 137    | 52      | 18     | 68      | 175-232 |

Найбільша перемога у єврокубках:
Бангор Сіті  — 10:0, Ліга Чемпіонів 2010-2011, 2-й кваліфікаційний раунд

Найбільша поразка у єврокубках:
Аякс  — 1:8, Кубок Чемпіонів 1979-1980

### Матчі з українськими командами
- КЄЧ 1991—1992 Динамо (Київ) 0:1, 0:3
- Кубок УЄФА 1996—1997 Чорноморець (Одеса) 2:2, 0:2